# Antena Literacka
Antena Literacka – miesięcznik wydawany w Krakowie w latach 1929–1930. Pierwszym wydawcą i redaktorem naczelnym był M. Wojtaszewski. Od numeru 3 wydawcą był Krakowski Klub Literacki. Na łamach pisma ukazywały się fragmenty prozy, poezja, recenzje, a także artykuły krytycznoliterackie.